# 省身楼
39°06′00″N 117°09′48″E / 39.10011°N 117.16336°E

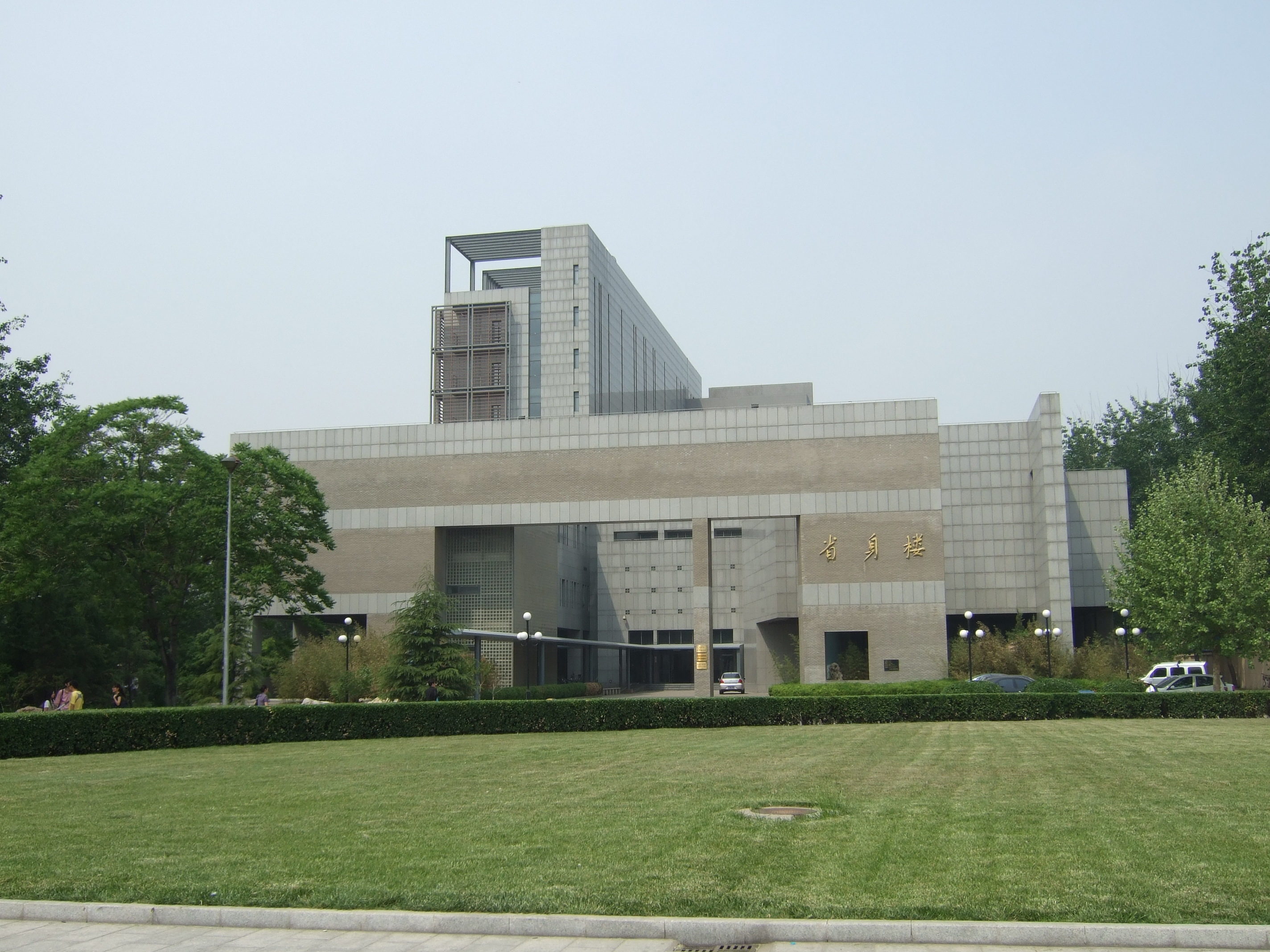
省身楼（2010年5月摄）

省身楼，原定名为南开大学国际数学中心大楼，位于南开大学八里台校区内，是南开大学陈省身数学研究所的所在地，省身楼的建设得到时任中共中央总书记、国家主席江泽民的支持。2004年12月，陈省身逝世。2005年8月，大楼落成后为纪念陈省身而被命名为“省身楼”。